# Matías Alfonso
Matías Iván Alfonso Colina (Ciudad del Este, 29 febbraio 2000) è un calciatore paraguaiano, centrocampista del River Plate (M).

## Carriera
Alfonso è cresciuto nel settore giovanile del Nacional, che ha lasciato nel 2021 per firmare con il Cerro. ha debuttato l'11 giugno nell'incontro di Segunda División pareggiato 0-0 contro il Defensor Sporting ed il 31 luglio ha segnato il suo primo gol decidendo la sfida contro il Rampla Juniors terminata 1-0.
L'11 gennaio 2022 è stato acquistato a titolo definitivo dal River Plate (M).

## Statistiche

### Presenze e reti nei club
Statistiche aggiornate al 29 aprile 2024.
| Stagione        | Squadra         | Campionato      | Campionato | Campionato | Coppe nazionali | Coppe nazionali | Coppe nazionali | Coppe continentali | Coppe continentali | Coppe continentali | Altre coppe | Altre coppe | Altre coppe | Totale | Totale | Totale |
| Stagione        | Squadra         | Comp            | Pres       | Reti       | Comp            | Pres            | Reti            | Comp               | Pres               | Reti               | Comp        | Pres        | Reti        | Pres   | Reti   |        |
| --------------- | --------------- | --------------- | ---------- | ---------- | --------------- | --------------- | --------------- | ------------------ | ------------------ | ------------------ | ----------- | ----------- | ----------- | ------ | ------ | ------ |
| 2021            | Cerro           | SD              | 22         | 1          |                 | -               | -               |                    | -                  | -                  |             | -           | -           | 22     | 1      |        |
| 2022            | River Plate (M) | PD              | 33         | 0          | CU              | 1               | 0               | CS                 | 6                  | 0                  |             | -           | -           | 40     | 0      |        |
| 2023            | River Plate (M) | PD              | 33         | 1          | CU              | 2               | 0               | CS                 | 1                  | 0                  |             | -           | -           | 36     | 1      |        |
| 2024            | River Plate (M) | PD              | 5          | 0          | CU              | 0               | 0               |                    | -                  | -                  |             | -           | -           | 5      | 0      |        |
| Totale carriera | Totale carriera | Totale carriera | 93         | 2          |                 | 3               | 0               |                    | 7                  | 0                  |             | -           | -           | 103    | 2      |        |